# Barra (Escocia)
Eilean Bharraigh o Barra en inglés, es una isla de la región de las Hébridas Exteriores. Su población es predominantemente católica, e imperan en ella los hablantes de gaélico. El censo de 2001 constató que la población de Barra eran 1172 habitantes. Históricamente el Clan MacNeil ha tenido fuertes vínculos con la isla, que también estaba fuertemente ligada a los O'Neills del Úlster que marcharon de Barra a Irlanda alrededor del año 1000.

## Turismo y cultura

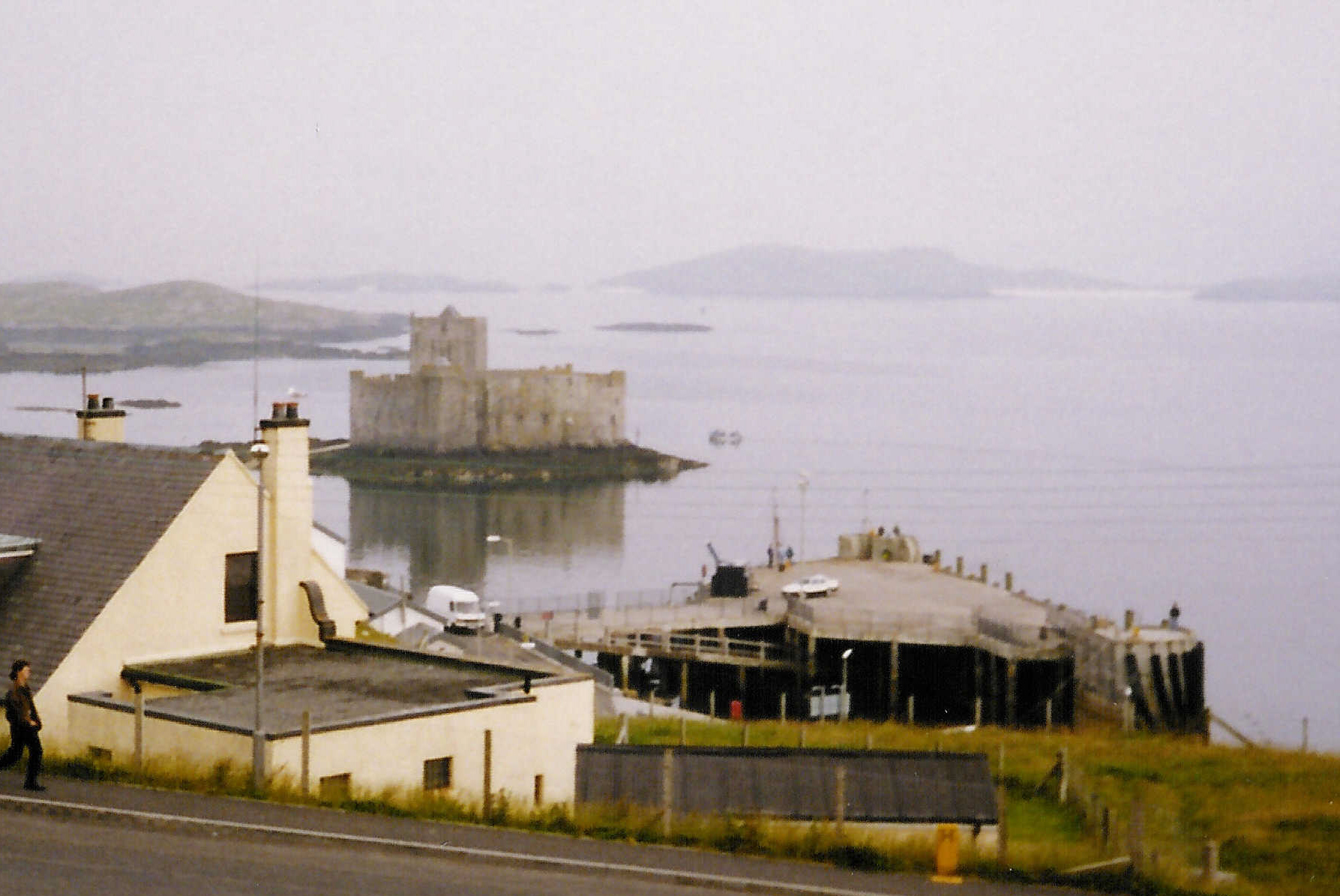
La bahía de Castlebay y una parte de la isla de Vatersay al fondo.

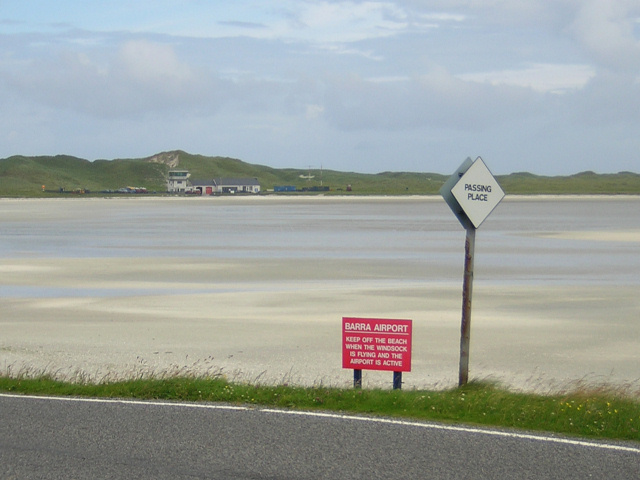
El Aeropuerto de Barra.

La isla posee numerosos lugares muy conocidos, con flores poco habituales y una naturaleza salvaje que puede apreciarse en un paseo a lo largo de la costa o atravesando las colinas. Se pueden alquilar vehículos y bicicletas.
Los demás lugares interesantes de la isla son el Museo Black house, una iglesia en ruinas y un museo en Cille-bharra, cierto número de broch de la Edad del Hierro, como los de Dùn Chuidhir y Dùn Bàn y muchas otras construcciones que datan de la misma época y que fueron descubiertas recientemente.
La isla tiene una fuerte vinculación con la lengua gaélica escocesa y cada verano se celebra un festival cultural de Fèis Bharraigh. La mayoría de población de más de cincuenta años es de lengua materna gaélica escocesa, pero bilingüe de inglés. Entre los menores de cincuenta años es habitual el conocimiento de ambas lenguas, que se usan indistintamente.
Al igual que en las islas de Benbecula y de South Uist, y en las penínsulas de Arisaig y North Morar (los llamados Rought Bounds), su situación remota hizo que la Reforma protestante no se implantara con éxito. Así, la isla siempre ha sido de religión católica.
En 1949, Barra sirvió de escenario para la mayor parte de la película Whisky Galore!, basada en la novela homónima de Sir Compton McEnzie, quien vivió junto al aeropuerto de la isla.
El minúsculo aeropuerto de la isla se encuentra en la costa norte, en el comienzo de una península. Es único en el mundo por su pista de aterrizaje que consiste en una playa que queda al descubierto durante las mareas bajas (Tràigh Mhòr), obligando a los aviones a despegar y aterrizar forzosamente a determinadas horas. El aeropuerto de Barra mantiene vuelos regulares con Glasgow y Benbecula.